# جف فرانسیس
جف فرانسیس (به انگلیسی: Geff Francis) (زاده ۱۹۶۴) بازیگر انگلیسی است.
از فیلم‌های معروف او می‌توان به بازی در فیلم برای ملکه و کشور و ناقوس جنگ اشاره کرد.